# William V. Roth, Jr.
William V. Roth, Jr. (Great Falls, 1921. július 22. – Washington, 2003. december 13.) az Amerikai Egyesült Államok szenátora (Delaware, 1971–2001).